# DAF 33
De DAF 33 is een compacte sedan die van 1967 tot 1974 werd geproduceerd door de Nederlandse fabrikant DAF.
De 33 ontstond nadat DAF de 44 en 55 had geïntroduceerd. Uiterlijk en technisch verschilde de 33 nauwelijks van zijn voorganger, de DAF Daffodil. In 1969 werd een bijgewerkte versie gepresenteerd, die veel luxueuzer was dan de eerste 33. Speciale varianten waren de pick-up- en de bestelversie.
De 'kanariegele Daf met kenteken 20-24-ED' in een sketch van cabaretgroep Neerlands Hoop is een Daf 33.

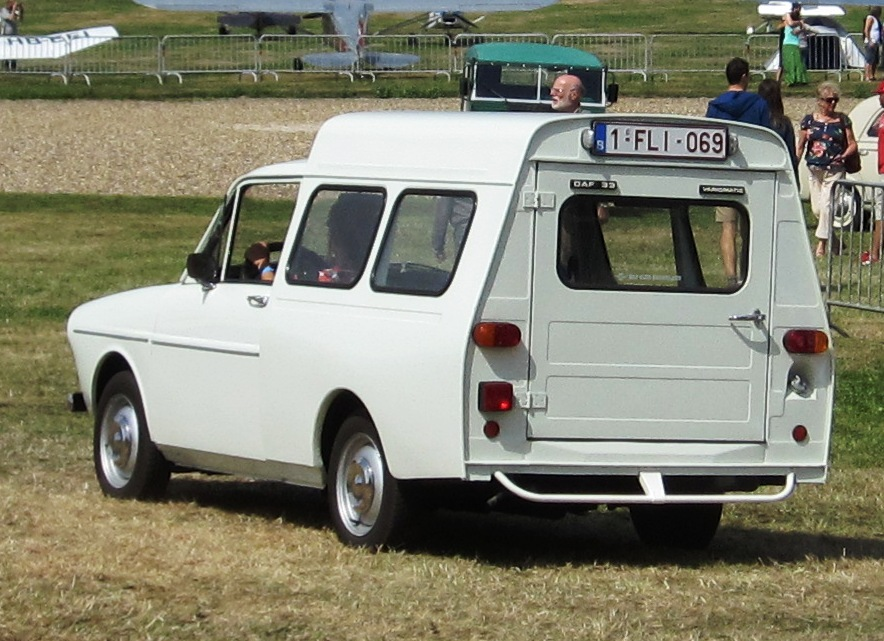
DAF 33 Kombi

| DAF-personenauto's tussen 1950 tot 1980 | DAF-personenauto's tussen 1950 tot 1980 | DAF-personenauto's tussen 1950 tot 1980 | DAF-personenauto's tussen 1950 tot 1980 | DAF-personenauto's tussen 1950 tot 1980 | DAF-personenauto's tussen 1950 tot 1980 | DAF-personenauto's tussen 1950 tot 1980 | DAF-personenauto's tussen 1950 tot 1980 | DAF-personenauto's tussen 1950 tot 1980 | DAF-personenauto's tussen 1950 tot 1980 | DAF-personenauto's tussen 1950 tot 1980 | DAF-personenauto's tussen 1950 tot 1980 | DAF-personenauto's tussen 1950 tot 1980 | DAF-personenauto's tussen 1950 tot 1980 | DAF-personenauto's tussen 1950 tot 1980 | DAF-personenauto's tussen 1950 tot 1980 | DAF-personenauto's tussen 1950 tot 1980 | DAF-personenauto's tussen 1950 tot 1980 | DAF-personenauto's tussen 1950 tot 1980 | DAF-personenauto's tussen 1950 tot 1980 | DAF-personenauto's tussen 1950 tot 1980 | DAF-personenauto's tussen 1950 tot 1980 | DAF-personenauto's tussen 1950 tot 1980 | DAF-personenauto's tussen 1950 tot 1980 | DAF-personenauto's tussen 1950 tot 1980 | DAF-personenauto's tussen 1950 tot 1980 | DAF-personenauto's tussen 1950 tot 1980 | DAF-personenauto's tussen 1950 tot 1980 | DAF-personenauto's tussen 1950 tot 1980 | DAF-personenauto's tussen 1950 tot 1980 |      |
| --------------------------------------- | --------------------------------------- | --------------------------------------- | --------------------------------------- | --------------------------------------- | --------------------------------------- | --------------------------------------- | --------------------------------------- | --------------------------------------- | --------------------------------------- | --------------------------------------- | --------------------------------------- | --------------------------------------- | --------------------------------------- | --------------------------------------- | --------------------------------------- | --------------------------------------- | --------------------------------------- | --------------------------------------- | --------------------------------------- | --------------------------------------- | --------------------------------------- | --------------------------------------- | --------------------------------------- | --------------------------------------- | --------------------------------------- | --------------------------------------- | --------------------------------------- | --------------------------------------- | --------------------------------------- | ---- |
| Type                                    | 1950                                    | 1950                                    | 1950                                    | 1950                                    | 1950                                    | 1950                                    | 1950                                    | 1950                                    | 1950                                    | 1950                                    | 1960                                    | 1960                                    | 1960                                    | 1960                                    | 1960                                    | 1960                                    | 1960                                    | 1960                                    | 1960                                    | 1960                                    | 1970                                    | 1970                                    | 1970                                    | 1970                                    | 1970                                    | 1970                                    | 1970                                    | 1970                                    | 1970                                    | 1970 |
| Type                                    | 0                                       | 1                                       | 2                                       | 3                                       | 4                                       | 5                                       | 6                                       | 7                                       | 8                                       | 9                                       | 0                                       | 1                                       | 2                                       | 3                                       | 4                                       | 5                                       | 6                                       | 7                                       | 8                                       | 9                                       | 0                                       | 1                                       | 2                                       | 3                                       | 4                                       | 5                                       | 6                                       | 7                                       | 8                                       | 9    |
| A-body                                  |                                         |                                         |                                         |                                         |                                         |                                         |                                         |                                         |                                         | 600                                     | 600                                     | 600                                     | 600                                     |                                         |                                         |                                         |                                         |                                         |                                         |                                         |                                         |                                         |                                         |                                         |                                         |                                         |                                         |                                         |                                         |      |
| A-body                                  |                                         |                                         |                                         |                                         |                                         |                                         |                                         |                                         |                                         |                                         | 750                                     |                                         |                                         |                                         |                                         |                                         |                                         |                                         |                                         |                                         |                                         |                                         |                                         |                                         |                                         |                                         |                                         |                                         |                                         |      |
| A-body                                  |                                         |                                         |                                         |                                         |                                         |                                         |                                         |                                         |                                         |                                         |                                         | 30                                      | 30                                      | 31                                      | 31                                      | 32                                      | 32                                      | 33                                      | 33                                      | 33                                      | 33                                      | 33                                      | 33                                      | 33                                      |                                         |                                         |                                         |                                         |                                         |      |
| B-body                                  |                                         |                                         |                                         |                                         |                                         |                                         |                                         |                                         |                                         |                                         |                                         |                                         |                                         |                                         |                                         |                                         | 44                                      | 44                                      | 44                                      | 44                                      | 44                                      | 44                                      | 44                                      | 44                                      | 46                                      | 46                                      |                                         |                                         |                                         |      |
| B-body                                  |                                         |                                         |                                         |                                         |                                         |                                         |                                         |                                         |                                         |                                         |                                         |                                         |                                         |                                         |                                         |                                         |                                         |                                         | 55                                      | 55                                      | 55                                      | 55                                      | 66                                      | 66                                      | 66                                      |                                         |                                         |                                         |                                         |      |